# Manhattan Symphonie (Lancen)
Manhattan Symphonie is een compositie voor harmonieorkest van de Franse componist Serge Lancen. Het vijfdelig werk beschrijft de indrukken die de componist opdeed bij een bezoek aan New York. Het werk ging in première op 29 april 1962 door de Musique des Gardiens de la Paix uit Parijs onder leiding van hun dirigent Désiré Dondeyne. De compositie was op het Wereld Muziek Concours te Kerkrade in 1966 een verplicht werk voor harmonieorkesten in de 1e divisie.
Het werk is opgenomen op cd door de Koninklijke Harmonie van Thorn onder leiding van Jan Cober.